# Myx (chaîne de télévision américaine)
Myx  est une chaîne de télévision américaine lancée en 2007, basée à Glendale en Californie. Myx TV est destinée à la communauté asiatique des États-Unis.